# فرانكو كابريرا
فرانكو كابريرا (بالإسبانية: Franco Cabrera)‏ (1 مايو 1983 في تشيلي - ) هو لاعب كرة قدم تشيلي في مركز حراسة المرمى. لعب مع ديبورتيس ميليبيلا وDeportes Iberia ‏ واتحاد سان فيليبي ‏ وأونيفرسيداد دي كونسيبسيون ‏.

## وصلات خارجية
- فرانكو كابريرا على موقع قاعدة بيانات كرة القدم.إي يو (الإنجليزية)
- فرانكو كابريرا على موقع Soccerway.com (الإنجليزية)
- فرانكو كابريرا على موقع AS.com (الإسبانية)